# Курц, Адольф
Адольф Курц (нем. Adolf Kurz, 22 апреля 1888 — 1959) — германский борец греко-римского стиля, призёр чемпионатов мира и Европы.
Родился в 1888 году в Гёппингене. В 1907 году занял 6-е место на чемпионате мира. В 1912 году стал бронзовым призёром чемпионата Германии, и принял участие в Олимпийских играх в Стокгольме, но там выступил неудачно.
После Первой мировой войны вновь стал принимать участие в чемпионатах. В 1919 году стал чемпионом Германии. В 1920 году стал серебряным призёром чемпионата Германии и бронзовым призёром чемпионата мира. В 1921 году стал серебряным призёром чемпионата Европы.